# Andrew Howe
Andrew Curtis Howe (Los Angeles, 12 maggio 1985) è un lunghista e velocista statunitense naturalizzato italiano, detentore del record nazionale del salto in lungo con la misura di 8,47 m.
In carriera, nel salto in lungo, è stato campione europeo a Göteborg 2006 e campione europeo indoor a Birmingham 2007, nonché vicecampione mondiale a Osaka 2007. A livello giovanile è stato campione mondiale under 20 a Grosseto 2004 sia nel salto in lungo sia nei 200 metri piani, ed è stato primatista italiano nel salto in lungo under 16, under 18 e under 20, oltre a essere tuttora il detentore del record italiano under 23 nella specialità.
Fa parte del gruppo sportivo dell'Aeronautica Militare ed è allenato da Maria Chiara Milardi; in precedenza era allenato dalla madre ed ex ostacolista René Felton.

## Biografia

### Gli inizi
Andrew Curtis Howe è nato a Los Angeles, in California, il 12 maggio del 1985 figlio di Andrew Howe, calciatore statunitense di origini tedesche, e di René Felton, un'ostacolista  statunitense. La coppia si lascia quando il bambino ha diciotto mesi.
Nel 1990 René Felton si sposa in seconde nozze con un italiano, Ugo Besozzi di Castelbesozzo (un saltatore con l'asta), e si trasferisce a Rieti, assieme al figlioletto di cinque anni. Andrew e la madre divengono così cittadini italiani.
A livello giovanile Andrew Howe pratica diverse discipline sportive tra cui tennis, calcio e pallacanestro, per poi entrare nella società reatina dell'Atletica Studentesca CA.RI.RI. e dedicarsi alle varie specialità dell'atletica leggera, dai 110 metri ostacoli ai salti, sempre seguito dalla madre, che ne è l'allenatrice.
Emerge a 15 anni anche nel salto in alto, superando i 2,05 m. All'epoca usava il cognome del secondo marito della madre ed era perciò conosciuto come Andrew Howe Besozzi o semplicemente Andrew Besozzi.
Nel 2000 vince il titolo italiano cadetti nel salto in lungo stabilendo con la misura di 7,52 metri il nuovo primato italiano di categoria.
Nel 2001 ai Mondiali allievi di Debrecen (Ungheria), il sedicenne Andrew Howe si mette in luce vincendo la medaglia di bronzo nel salto in lungo con la misura di 7,61 m, nuovo record italiano allievi (esce in batteria con la staffetta svedese).
Nel 2002 partecipa da allievo ai Mondiali juniores di Kingston in Giamaica correndo come staffettista nella 4x100 m che conclude la finale al quinto posto.
Lo stesso anno fa doppietta di medaglie d'oro alle Gymnasiadi in Francia a Caen vincendo sia nel salto triplo sia con la staffetta svedese.
Ai campionati italiani allievi, diventa campione sia nel salto in lungo indoor sia con la staffetta 4x400 m all'aperto.
Il 2003 lo vede correre in staffetta 4x100 m agli Europei juniores di Tampere (Finlandia) finendo al quarto posto.
Altro titolo italiano, questa volta sui 200 m, in occasione dei nazionali juniores.

### 2004-2005: il doppio titolo ai Mondiali under 20

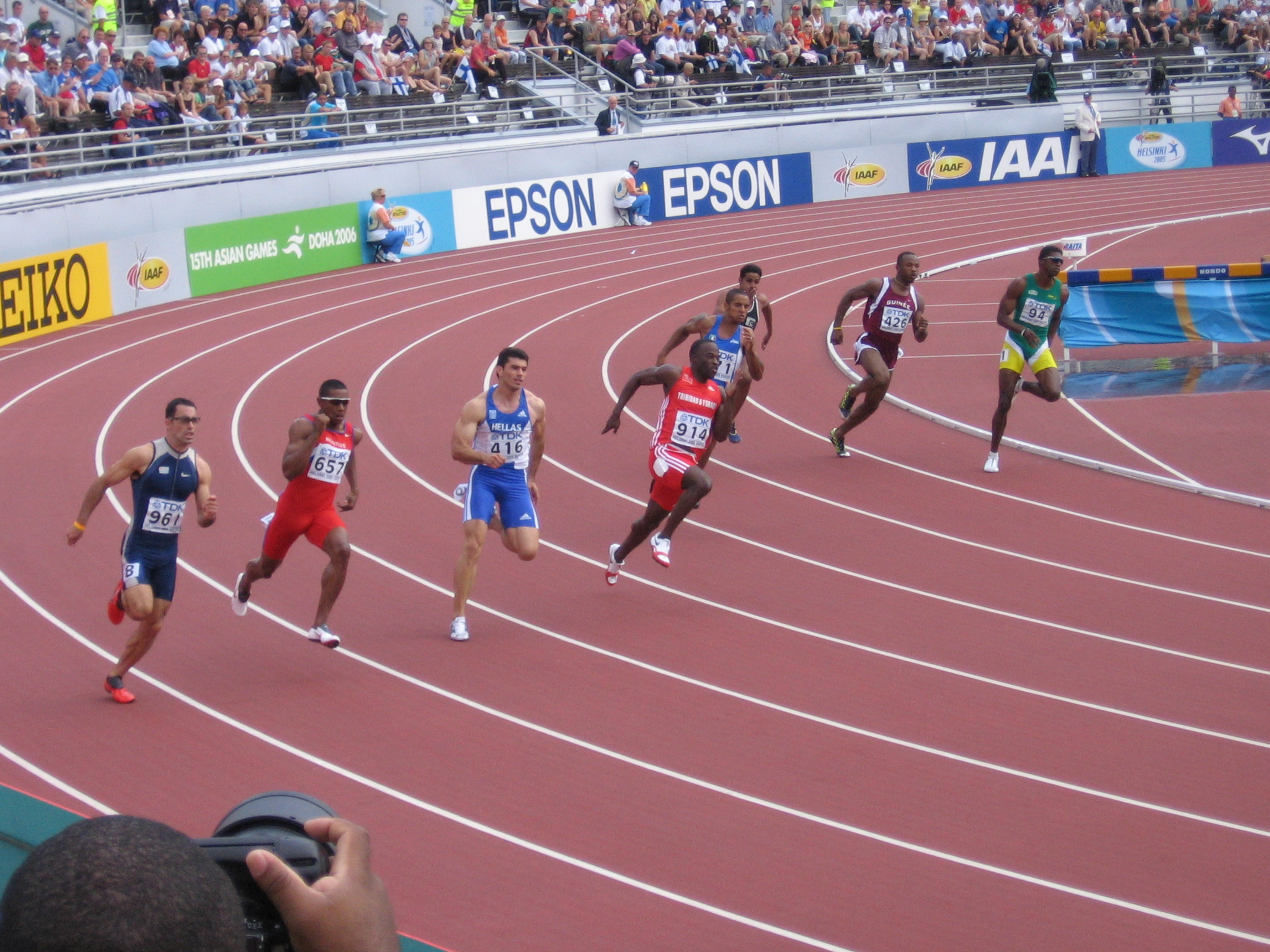
Howe impegnato nei 200 metri ai Mondiali di

Nel 2004 in Italia (prima fa doppietta 200 m-lungo agli italiani juniores) e poi ai Mondiali juniores di Grosseto, il giovane atleta italiano si impone all'attenzione internazionale aggiudicandosi la doppia medaglia d'oro sui 200 metri piani (con il personale di 20"28, miglior tempo italiano dell'anno e primato europeo juniores) e nel salto in lungo (8,11 m, anche in questo caso suo nuovo primato personale).
Un mese dopo la rassegna iridata juniores, Andrew Howe fa il suo esordio nella Nazionale assoluta direttamente ai Giochi olimpici di Atene 2004. Passa il primo turno di qualificazione dei 200 m con il tempo di 20"55, ma il riacutizzarsi di un dolore al piede lo frena nella gara successiva, dove finisce ultimo in 21"17, mancando la qualificazione alle semifinali.
Anche ai Mondiali del 2005 a Helsinki si ferma al secondo turno dei 200 m; passato il primo turno con 21"08, nel secondo è sesto in 21"19, tempo non sufficiente per la qualificazione alla semifinale. Nonostante il cattivo stato di forma di quei giorni, è inserito a sorpresa nella staffetta 4×100 metri, ma il quartetto italiano (composto da Luca Verdecchia, Simone Collio, Massimiliano Donati e lo stesso Andrew Howe) viene eliminato e poi anche squalificato nelle batterie.

### 2006: l'oro agli Europei di Göteborg
Nel 2006 Andrew Howe prima diventa campione italiano assoluto indoor nel salto in lungo e dopo vince la prima medaglia in una competizione internazionale seniores, conquistando in Russia ai Mondiali indoor di Mosca il bronzo nel salto in lungo con la misura di 8,19 m, preceduto dal ghanese Ignisious Gaisah e dal panamense Irving Saladino, rispettivamente oro e argento.
Alla ripresa delle gare all'aperto si cimenta anche sui 400 metri piani, stabilendo il suo primato personale di 46"03 a Rieti e correndo nella staffetta 4×400 metri (esperienza poi mai più ripetuta, col terzo posto finale) nella Coppa Europa di Malaga, manifestazione dove si impone nella gara di salto in lungo con la misura di 8,29 m.
Il 14 luglio partecipa al prestigioso Golden Gala di Roma che si svolge allo Stadio Olimpico arrivando terzo nel salto in lungo con il suo nuovo primato di 8,41 m, a soli due centimetri dal record italiano detenuto da Giovanni Evangelisti.
Qualche settimana dopo, agli Europei di Göteborg, arriva per Andrew Howe la definitiva consacrazione sportiva con il titolo del salto in lungo vinto con la misura di 8,20 m, precedendo il britannico Greg Rutherford (8,13 m) e il campione uscente, l'ucraino Oleksiy Lukashevych.
Nel mese di settembre partecipa in Grecia ad Atene alla Coppa del mondo terminando al secondo posto nel lungo.

### 2007: l'argento ai Mondiali di Osaka

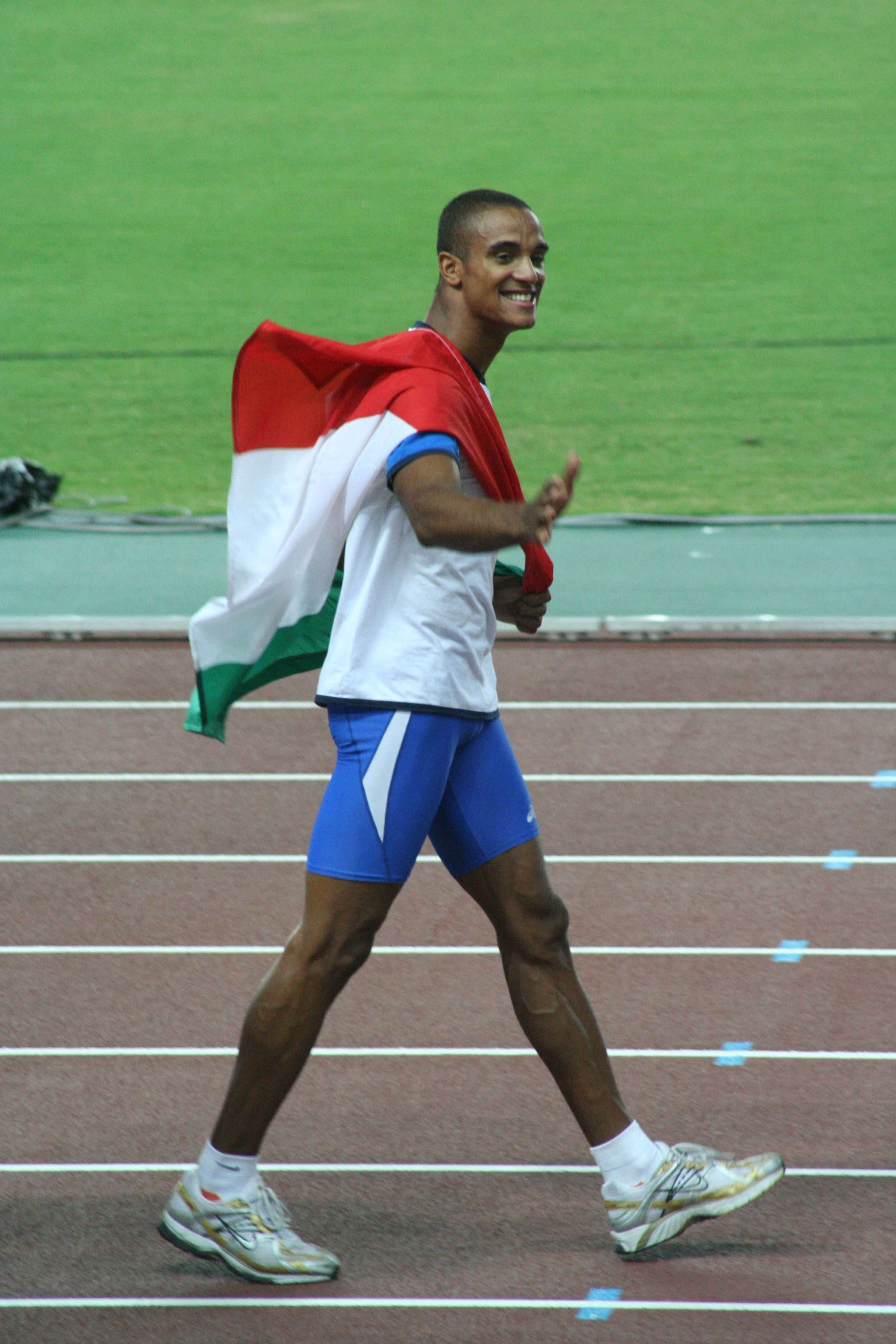
Howe festeggia l'argento di

Inizia il 2007 vincendo due titoli italiani assoluti indoor ad Ancona, salto in lungo e staffetta 4x200 metri.
Agli Europei indoor, tenutisi a Birmingham in Gran Bretagna nel 2007, si aggiudica la medaglia d'oro saltando al quinto turno 8,30 m (nuovo primato italiano promesse al coperto), misura con la quale migliora di 4 centimetri il ventennale primato italiano seniores al coperto detenuto fino ad allora da Evangelisti (stabilito nel 1987).
Howe decide di concentrare il suo talento sul salto in lungo, pur non accantonando del tutto la velocità (100, 200 e 400 m, peraltro senza mai dare l'impressione di aver optato per un vero progetto, anche a causa dei ricorrenti infortuni).
Il 23 e 24 giugno, all'Arena Civica di Milano, Andrew partecipa con la rappresentativa italiana alla First League di Coppa Europa nella quale si aggiudica il secondo posto nel salto in lungo con la misura di 7,95 m e il primo gradino del podio con la staffetta 4×100 m. Con le sue prestazioni contribuisce al primo posto della Nazionale italiana maschile, che si aggiudica la promozione in Super League, la massima serie della Coppa Europa.
In seguito vince in Germania nel lungo alle World Athletic Final di Stoccarda.
Il 2 luglio vince l'Athens Grand Prix con la misura di 8,17 m.
Il 13 luglio si aggiudica la prova di salto in lungo al Golden Gala di Roma con 8,12 m e a distanza di qualche giorno vince anche i campionati italiani assoluti a Padova con la misura di 8,40 m (con vento a favore oltre il limite), oltre a imporsi anche sui 200 metri. Nell'ultimo test pre-mondiale, a Rieti, prima della partenza per Kōbe per la preparazione dei mondiali, ottiene 8,19 m (con un tentativo, non misurato, di circa 8,40 m, per un'infrazione millimetrica alla battuta).
Il 30 agosto ai Mondiali di Osaka in Giappone, Howe si aggiudica l'argento stabilendo, dopo quello al coperto, il nuovo record italiano di salto in lungo all'aperto con 8,47 m. Howe per tutta la gara oscilla fra il quarto e il sesto posto, ma proprio all'ultima prova dà il meglio e con il salto da record (anche nuovo primato italiano promesse) si piazza in testa alla gara; all'ultimo salto della competizione il panamense Irving Saladino lo sorpassa nuovamente con la misura di 8,57 m. In seguito Howe dichiara di essere comunque estremamente contento della medaglia d'argento.

### 2008-2009: gli infortuni e i Giochi olimpici di Pechino
Il 2008 inizia sotto buoni auspici per Howe, pronto per la seconda volta in carriera a partecipare alle Olimpiadi.
Il 23 febbraio a Genova si laurea vicecampione italiano assoluto indoor nel lungo.
Il 6 giugno ai Bislett Games di Oslo (Norvegia) si classifica secondo ottenendo il suo primato stagionale, con la misura di 8,16 m.
Il 22 giugno partecipa alla gara dei 200 metri in occasione della Coppa Europa di Annecy, ma a metà rettilineo un infortunio muscolare lo costringe a chiudere la gara praticamente al passo, terminando in 20"88.
L'infortunio in Coppa Europa ne pregiudica la preparazione olimpica, a cui Howe arriva dopo due mesi di assenza dalle competizioni.
Il 16 agosto ai Giochi olimpici di Pechino partecipa al turno di qualificazione del salto in lungo ma viene eliminato con 7,81 m, misura non sufficiente per entrare in finale e ottenuta alla seconda prova dopo il 7,73 della prima e un nullo finale.
Il 29 agosto del 2008 gareggia in Svizzera a Zurigo nel Weltklasse Zürich finendo al secondo posto.
Anche il 2009, così come l'anno precedente, viene condizionato da un nuovo infortunio a cui Howe incorre durante una gara di salto in lungo a Mosca in febbraio. La lesione muscolare a carico del bicipite femorale destro lo costringe così a un periodo di riposo e di fisioterapia.
Il 28 luglio rientra alle gare al Meeting Herculis di Monaco, tappa dello IAAF Super Grand Prix, saltando 7,85 m. Qualche giorno più tardi partecipa a una gara di lungo a Grosseto saltando 7,83 m; vista la precaria condizione e il continuo dolore che ne pregiudica l'attività agonistica decide, in accordo con la federazione, di non partecipare ai Mondiali di Berlino (Germania). Il 1º settembre viene operato al tendine d'Achille sinistro a Turku, in Finlandia.

### 2010: il ritorno alle gare
Howe torna a gareggiare nella primavera del 2010 disputando una gara di 100 metri in occasione dei campionati italiani assoluti di società tenutisi nello stadio di Casal del Marmo a Roma, vincendo la sua serie in 10"29 in una gara condizionata dalla pioggia.
Il 30 maggio gareggia nella sua Rieti, disputando sia i 100 sia i 200 metri. Nei 100 metri fa registrare un tempo di 10"30, preceduto solo da Giovanni Tomasicchio con 10"25. Nella distanza doppia Howe corre in 20"71, realizzando così il miglior crono nazionale del 2010.
Il ritorno alla sua specialità, il salto in lungo, avviene il 30 giugno a Grosseto, in occasione dei campionati italiani assoluti. Howe vince il titolo nazionale con un ultimo decisivo salto di 8,16 m, la quinta prestazione europea dell'anno a soli 11 cm dalla miglior prestazione del tedesco Christian Reif (8,27 m).
Il 17 luglio partecipa e vince nella sua disciplina la IX edizione del Meeting Internazionale Città di Velletri, con un salto di 7,92 m.
Il 30 luglio si presenta agli Europei di Barcellona (Spagna), saltando al primo tentativo 8,15 m e qualificandosi per la finale. Tuttavia, due giorni dopo, la condizione non ancora ottimale lo relega al 5º posto con una misura di 8,12 m.
Il 20 agosto del 2010 al Weltklasse Zürich giunge quinto nel salto in lungo.
Smaltita la delusione dei campionati europei, Howe si prende una parziale rivincita il 9 settembre al Meeting Notturna di Milano dove gareggia nei 200 m. Il tempo con cui l'azzurro vince la prova è di 20"30, a soli 2 centesimi dal suo primato sulla distanza, che risale ai Mondiali juniores del 2004.

### 2011: un nuovo grave infortunio
La stagione 2011 per l'atleta dell'Aeronautica si apre con una gara al Banca Marche Meeting di Ancona sui 60 m, specialità finora inedita per Howe. Vince la sua batteria e stabilisce il proprio primato personale in 6"78, rinunciando poi alla finale per via di una condizione fisica non ancora ottimale.
La prima gara outdoor dell'anno Howe la disputa il 9 maggio al Meeting Graziano della Valle di Pavia, dove si cimenta sui 400 m, specialità dove non aveva più gareggiato dopo il 46"03 del 2006. Il tempo con cui Howe vince la prova, precedendo il campione italiano in carica della specialità Marco Vistalli, è di 45"70 e rappresenta pertanto il nuovo primato personale per l'atleta reatino.
Il 26 maggio partecipa al Golden Gala di Roma, aggiudicandosi la gara dei 200 m con il tempo di 20"31, migliore prestazione europea della stagione.
Il 25 giugno, giunge 2º ai campionati italiani assoluti (in cui diventa campione italiano sui 200 metri), con un modesto 7,68 m alle spalle di Stefano Dacastello. A fine gara, in un'intervista con la giornalista Rai Elisabetta Caporale, dichiara che quella sarebbe stata la sua ultima gara nel salto in lungo, con conseguente definitiva rinuncia ai Mondiali di Taegu in Corea del Sud (per i quali, per altro, avrebbe dovuto ottenere il minimo di qualificazione di 8,20 m). Howe dichiara, inoltre, che dal quel giorno si sarebbe dedicato solo alla velocità.
Il 27 luglio a Rieti, nel corso di un allenamento, si infortuna. La diagnosi è rottura subtotale del tendine di Achille sinistro (già operato due anni prima in Finlandia). Ne risulta compromessa la stagione agonistica. Viene operato il giorno successivo a Perugia.

### 2012: la mancata convocazione ai Giochi olimpici di Londra
Il suo rientro all'attività agonistica avviene al meeting di Doha l'11 maggio del 2012, in vista di una sua auspicata partecipazione ai Giochi olimpici di Londra. Tuttavia le deludenti prestazioni ottenute (8º con la misura di 7,16 m) confermano le sue attuali difficoltà fisiche, dovute in particolar modo a un persistente dolore al tendine.
Tenta tardivamente di qualificarsi per i Giochi di Londra sui 200 m, ottenendo un tempo di 20"85 ad Aosta e poi diventando campione italiano assoluto a Bressanone l'8 luglio, ultimo giorno utile per ottenere il minimo B richiesto dalla FIDAL per la convocazione olimpica. Dopo aver ottenuto la qualificazione in batteria con il tempo di 21"03, condizionato da un fortissimo vento contrario (-4,5 m/s), Howe si impone in finale con 20"76, prestazione nuovamente segnata da un netto vento contrario (-1,9 m/s), a 11 centesimi dal minimo di 20"65 richiesto.
Howe non viene così convocato dalla FIDAL per i Giochi olimpici, nonostante l'atleta reatino possa vantare il minimo A dei 200 m, richiesto dalla IAAF e raggiunto nel 2011. Non è selezionato nemmeno per la staffetta veloce, non avendo dato la propria disponibilità ai raduni preolimpici, in virtù del suo stato di forma non ancora ottimale, dovuto al lungo infortunio.

### 2013-2021: il ritorno alle gare
Nell'estate del 2013, dopo oltre un anno, ritorna a gareggiare il 31 agosto in occasione del DécaNation di Valence in Francia con un miglior risultato di 7,43 m.
Il 29 settembre partecipa agli assoluti societari vincendo il tricolore con la Studentesca Rieti.
Nel 2014, anno in cui affronta soltanto gare di velocità su 100-200-300 metri (non disputandone invece nessuna nel salto in lungo), Andrew Howe prende parte alla 10ª edizione del programma televisivo Ballando con le stelle (Rai 1), classificandosi in seconda posizione al fianco della ballerina Sara Di Vaira, dietro la coppia vincitrice formata dall'atleta paralimpica Giusy Versace e il ballerino Raimondo Todaro.
Il 29 luglio del 2015 subisce uno stiramento muscolare.
Dopo quasi due anni e mezzo, nell'inverno del 2016 ritorna a gareggiare a livello agonistico al coperto, il 14 febbraio a Göteborg in occasione del Meeting indoor HäcXksan, usando per la prima volta come piede di stacco il destro.
Il 29 aprile negli USA a Irvine in California ottiene con 7,38 m la sua migliore misura all'aperto impiegando il nuovo piede di stacco.
Il 25 giugno gareggia nella finale del salto in lungo agli assoluti di Rieti (ritorno per lui agli assoluti dopo quattro anni dall'ultima apparizione), finendo al quinto posto col suo nuovo personale stagionale di 7,56 metri dopo il 7,52 m ottenuto il giorno prima in fase di qualificazione.
Negli anni successivi Howe si ripropone per ben due volte sopra gli 8 metri, con un 8,01 nel 2017 e un 8,03 (ventoso, +4,4) nel 2021.

### 2023: l'annuncio del ritiro e la ripresa dell'attività
Il 7 gennaio 2023, durante la trasmissione Verissimo, ha annunciato la fine della sua carriera spiegando di volersi dedicare al ruolo di allenatore.
Il 18 settembre 2023, dopo 14 mesi di assenza dalle competizioni ufficiali, annuncia di voler riprendere l'attività agonistica e viene tesserato per la Studentesca Rieti Andrea Milardi. Il rientro avviene all'età di 38 anni.
La stagione 2023 si apre con un modesto 7,32 m, unica uscita stagionale nel salto in lungo per il reatino, che si ripresenta nella specialità in Aprile del 2024, dove però non supera i 7,14 m.

## Curiosità
- In quanto vincitore del titolo europeo seniores (sia outdoor a Göteborg 2006 sia indoor a Birmingham 2007), è stato già inserito, come atleta ancora in attività, nella Hall of Fame della FIDAL.
- È presente nella top ten dei migliori atleti italiani di sempre in due specialità diverse: 200 metri e salto in lungo.
- Detiene venti record italiani, di cui due assoluti e i restanti diciotto giovanili (la metà di questi nella categoria allievi).
- Ha vinto in carriera quattordici titoli italiani in quattro specialità diverse: 200 m, salto in lungo, 4x200 m e 4x400 m.

## Record nazionali
Seniores

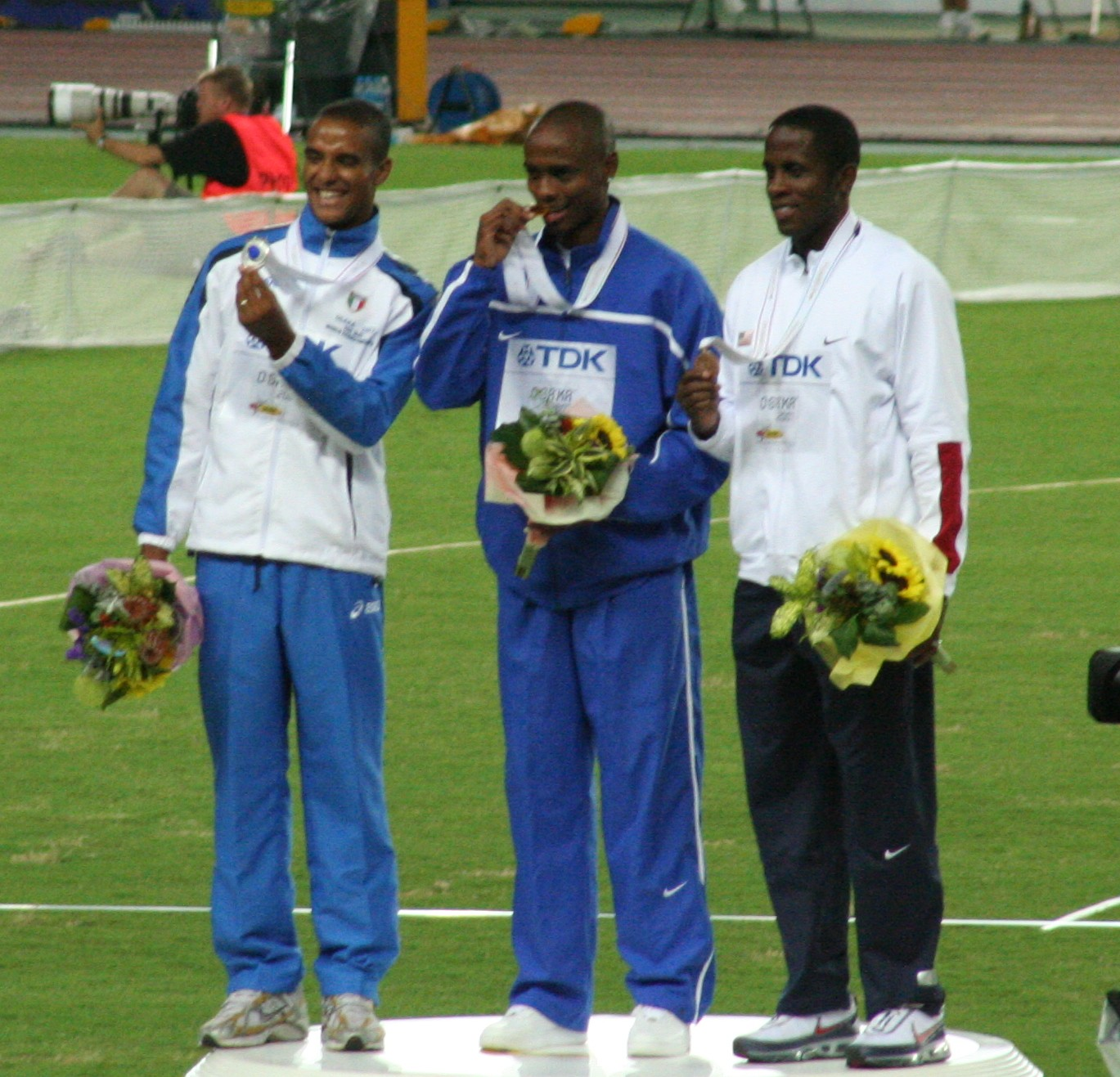
Andrew Howe sul podio dei Mondiali di

- Salto in lungo: 8,47 m ( Osaka, 30 agosto 2007)[53]
- Salto in lungo indoor: 8,30 m ( Birmingham, 4 marzo 2007)[54] − Record detenuto fino al 17 febbraio 2024

Master 35
- Salto in lungo: 7,75 m ( Rieti, 23 aprile 2021)

Promesse (under 23)
- Salto in lungo: 8,47 m ( Osaka, 30 agosto 2007)[53]
- Salto in lungo indoor: 8,30 m ( Birmingham, 4 marzo 2007)[54] − Record detenuto fino al 17 febbraio 2024

Juniores (under 20)
- 150 metri piani (manuale): 15"30 ( Roma, 25 aprile 2004)[53]
- 200 metri piani: 20"28 ( Grosseto, 16 luglio 2004)[53]

Allievi (under 18)
- 100 iarde: 9"88 ( Mondovì, 1º maggio 2002)[53]
- 150 metri piani (manuale): 15"80 ( Rieti, 9 maggio 2001)[53]
- 110 metri ostacoli (106 cm): 14"65 ( Copenaghen, 21 settembre 2002)[53] − Record detenuto fino al 13 maggio 2023
- Staffetta svedese: 1'53"05 ( Caen, 2 giugno 2002) (Fabio Micheletti, Federico De Giovanni, Andrew Howe, Edoardo Conti)[53] − Record detenuto fino al 17 luglio 2016
- Salto triplo: 16,27 m ( Caen, 30 maggio 2002)[53]
- 200 metri piani indoor: 21"61 ( Ancona, 2 febbraio 2002)[54] − Record detenuto fino all'11 febbraio 2024
- 60 metri ostacoli indoor (100 cm): 8"27 ( Roma, 13 gennaio 2001)[54] − Record detenuto fino al 21 dicembre 2024
- Salto in lungo indoor: 7,52 m ( Ancona, 4 febbraio 2001)[54] − Record detenuto fino al 10 febbraio 2024

Cadetti (under 16)
- 150 metri piani (manuale): 16"30 ( Rieti, 4 ottobre 2000)[53]
- Salto in lungo: 7,52 m ( Fano, 7 ottobre 2000)[53] − Record detenuto fino al 24 settembre 2023
- Salto triplo: 15,10 m ( Rieti, 24 ottobre 2000)[53] − Record detenuto fino al 5 giugno 2021
- Tetrathlon (100 m hs, Salto in alto, Tiro del giavellotto, 600 m): 3344 p. ( Rieti, 17 settembre 2000)[53]

## Progressione

### 100 metri piani
| Stagione | Tempo  | Luogo   | Data      | Ranking mond. |
| -------- | ------ | ------- | --------- | ------------- |
| 2020     | 10"3 m | Rieti   | 8-8-2020  |               |
| 2019     | 10"75  | Firenze | 15-6-2019 |               |
| 2018     | 10"38  | Rieti   | 26-5-2018 |               |
| 2014     | 10"48  | Rieti   | 10-5-2014 |               |
| 2013     | 10"53  | Rieti   | 28-9-2013 |               |
| 2010     | 10"30  | Rieti   | 30-5-2010 |               |
| 2007     | 10"37  | Olbia   | 21-7-2007 |               |
| 2006     | 10"27  | Isili   | 2-9-2006  |               |
| 2003     | 10"58  | Roma    | 24-5-2003 |               |
| 2002     | 10"68  | Clusone | 29-6-2002 |               |
| 2001     | 10"65  | Rieti   | 6-10-2001 |               |

### 200 metri piani
| Stagione | Tempo | Luogo      | Data      | Ranking mond. |
| -------- | ----- | ---------- | --------- | ------------- |
| 2022     | 21"66 | Rieti      | 18-7-2022 |               |
| 2019     | 20"83 | Bressanone | 28-7-2019 |               |
| 2018     | 20"47 | Rieti      | 8-7-2018  |               |
| 2016     | 21"16 | Göteborg   | 3-7-2016  |               |
| 2014     | 20"78 | Rieti      | 29-6-2014 | 229º          |
| 2012     | 20"76 | Bressanone | 8-7-2012  | 201º          |
| 2011     | 20"31 | Roma       | 26-5-2011 | 22º           |
| 2010     | 20"30 | Milano     | 9-9-2010  | 18º           |
| 2008     | 20"88 | Annecy     | 22-6-2008 | 200º          |
| 2007     | 20"53 | Padova     | 28-7-2007 | 63º           |
| 2005     | 20"52 | Viareggio  | 27-7-2005 | 47º           |
| 2004     | 20"28 | Grosseto   | 16-7-2004 | 17º           |
| 2003     | 21"03 | Bressanone | 8-6-2003  | 293º          |
| 2002     | 21"15 | Clusone    | 30-6-2002 | 387º          |
| 2001     | 20"99 | Bressanone | 3-6-2001  | 250º          |

### Salto in lungo
| Stagione | Misura | Luogo    | Data      | Ranking mond. |
| -------- | ------ | -------- | --------- | ------------- |
| 2025     | 7,33 m | Roma     | 20-5-2025 |               |
| 2024     | 7,14 m | Roma     | 8-5-2024  |               |
| 2023     | 7,32 m | Siena    | 17-9-2023 |               |
| 2021     | 7,75 m | Rieti    | 23-4-2021 |               |
| 2020     | 7,66 m | Rieti    | 4-7-2020  |               |
| 2018     | 7,36 m | Rieti    | 27-5-2018 |               |
| 2017     | 7,66 m | Chiasso  | 17-6-2017 |               |
| 2016     | 7,56 m | Rieti    | 25-6-2016 |               |
| 2013     | 7,43 m | Valence  | 31-8-2013 |               |
| 2012     | 7,16 m | Doha     | 11-5-2012 | 801º          |
| 2011     | 7,68 m | Torino   | 25-6-2011 | 258º          |
| 2010     | 8,16 m | Grosseto | 30-6-2010 | 23º           |
| 2009     | 7,85 m | Monaco   | 28-7-2009 | 131º          |
| 2008     | 8,16 m | Oslo     | 6-6-2008  | 24º           |
| 2007     | 8,47 m | Osaka    | 30-8-2007 | 3º            |
| 2006     | 8,41 m | Roma     | 14-7-2006 | 4º            |
| 2005     | 8,02 m | Eboli    | 17-9-2005 | 45º           |
| 2004     | 8,11 m | Grosseto | 14-7-2004 | 40º           |
| 2003     | 7,47 m | Roma     | 31-5-2003 | 484º          |
| 2002     | 7,38 m | Gorizia  | 6-7-2002  | 686º          |
| 2001     | 7,61 m | Debrecen | 13-7-2001 | 270º          |
| 2000     | 7,52 m | Fano     | 7-10-2000 | 413º          |

### Salto in lungo indoor
| Stagione | Misura | Luogo      | Data      | Ranking mond. |
| -------- | ------ | ---------- | --------- | ------------- |
| 2017/18  | 7,70 m | Ancona     | 17-2-2018 |               |
| 2016/17  | 8,01 m | Ancona     | 18-2-2017 | 13º           |
| 2015/16  | 7,54 m | Göteborg   | 14-2-2016 |               |
| 2008/09  | 8,02 m | Mosca      | 1-2-2009  | 14º           |
| 2007/08  | 7,71 m | Genova     | 23-2-2008 | 101º          |
| 2006/07  | 8,30 m | Birmingham | 4-3-2007  | 2º            |
| 2005/06  | 8,19 m | Mosca      | 11-3-2006 | 5º            |
| 2002/03  | 7,63 m | Ancona     | 25-1-2003 | 112º          |
| 2001/02  | 7,25 m | Ancona     | 3-2-2002  | 271º          |
| 2000/01  | 7,52 m | Ancona     | 4-2-2001  | 174º          |

## Palmarès

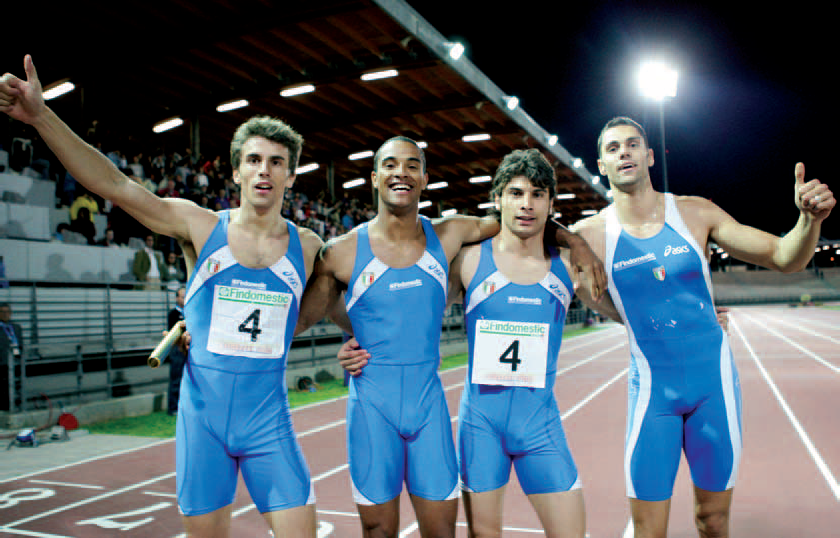
Andrew Howe (il secondo da sinistra), con la staffetta 4×100 m italiana nel 2006

| Anno | Manifestazione  | Sede       | Evento         | Risultato        | Prestazione | Note   |
| ---- | --------------- | ---------- | -------------- | ---------------- | ----------- | ------ |
| 2001 | Mondiali U18    | Debrecen   | Salto in lungo | Bronzo           | 7,61 m      | [ 55 ] |
| 2001 | Mondiali U18    | Debrecen   | Staff. svedese | Batteria         | 1'56"74     | [ 56 ] |
| 2002 | Mondiali U20    | Kingston   | 4×100 m        | 5º               | 39"86       | [ 57 ] |
| 2003 | Europei U20     | Tampere    | 4×100 m        | 4º               | 41"19       | [ 58 ] |
| 2004 | Mondiali U20    | Grosseto   | 200 m piani    | Oro              | 20"28       | [ 59 ] |
| 2004 | Mondiali U20    | Grosseto   | Salto in lungo | Oro              | 8,11 m      | [ 59 ] |
| 2004 | Giochi olimpici | Atene      | 200 m piani    | Quarti di finale | 21"17       | [ 5 ]  |
| 2005 | Mondiali        | Helsinki   | 200 m piani    | Quarti di finale | 21"19       | [ 6 ]  |
| 2005 | Mondiali        | Helsinki   | 4×100 m        | Batteria         | dq          | [ 5 ]  |
| 2006 | Mondiali indoor | Mosca      | Salto in lungo | Bronzo           | 8,19 m      | [ 7 ]  |
| 2006 | Europei         | Göteborg   | Salto in lungo | Oro              | 8,20 m      | [ 9 ]  |
| 2007 | Europei indoor  | Birmingham | Salto in lungo | Oro              | 8,30 m      | [ 10 ] |
| 2007 | Mondiali        | Osaka      | Salto in lungo | Argento          | 8,47 m      | [ 17 ] |
| 2008 | Giochi olimpici | Pechino    | Salto in lungo | 20º (q)          | 7,81 m      | [ 21 ] |
| 2010 | Europei         | Barcellona | Salto in lungo | 5º               | 8,12 m      | [ 31 ] |
| 2017 | Europei indoor  | Belgrado   | Salto in lungo | 10º (q)          | 7,71 m      |        |
| 2018 | Europei         | Berlino    | 200 m piani    | Semifinale       | 20"78       |        |
| 2019 | World Relays    | Yokohama   | 4×400 m mista  | 4º               | 3'20"28     | [ 60 ] |

## Campionati nazionali
- 3 volte campione nazionale assoluto dei 200 m piani (2007, 2011, 2012)
- 2 volte campione nazionale assoluto del salto in lungo (2007, 2010)
- 2 volte campione nazionale assoluto indoor del salto in lungo (2006, 2007)
- 1 volta campione nazionale assoluto indoor della staffetta 4×200 m (2007)
- 2 volte campione nazionale juniores dei 200 m piani (2003, 2004)
- 1 volta campione nazionale juniores del salto in lungo (2004)
- 1 volta campione nazionale allievi della staffetta 4×400 m (2002)
- 1 volta campione nazionale allievi indoor del salto in lungo (2002)
- 1 volta campione nazionale cadetti del salto in lungo (2000)

2000
- Oro ai campionati italiani cadetti (Fano), salto in lungo - 7,52 m[61]

2002
- Oro ai campionati italiani allievi indoor (Ancona), salto in lungo - 7,25 m[62]
- Oro ai campionati italiani allievi (Torino), 4×400 m[63]

2003
- Oro ai campionati italiani juniores (Bressanone), 200 m piani - 21"03[64]

2004
- Oro ai campionati italiani juniores (Rieti), 200 m piani - 21"17[65]
- Oro ai campionati italiani juniores (Rieti), salto in lungo - 8,04 m[66]

2006
- Oro ai campionati italiani assoluti indoor (Ancona), salto in lungo - 8,10 m[67]

2007
- Oro ai campionati italiani assoluti indoor (Ancona), salto in lungo - 8,15 m[68]
- Oro ai campionati italiani assoluti indoor (Ancona), 4×200 m - 1'27"50[69]
- Oro ai campionati italiani assoluti (Padova), 200 m piani - 20"60[70]
- Oro ai campionati italiani assoluti (Padova), salto in lungo - 8,40 m[15]

2008
- Argento ai campionati italiani assoluti indoor (Genova), salto in lungo - 7,71 m[71]

2010
- Oro ai campionati italiani assoluti (Grosseto), salto in lungo - 8,16 m[29]

2011
- Oro ai campionati italiani assoluti (Torino), 200 m piani - 20"52[72]
- Argento ai campionati italiani assoluti (Torino), salto in lungo - 7,68 m[73]

2012
- Oro ai campionati italiani assoluti (Bressanone), 200 m piani - 20"76[41]

2016
- 5º ai campionati italiani assoluti (Rieti), salto in lungo - 7,56 m[74]

2017
- Bronzo ai campionati italiani assoluti indoor (Ancona), salto in lungo - 8,01 m

## Altre competizioni internazionali
2002
- Oro alle Gymnasiadi ( Caen), salto triplo - 16,27 m[75]
- Oro alle Gymnasiadi ( Caen), staffetta svedese - 1'53"05[76]

2006
- Oro nella Super League della Coppa Europa ( Malaga), salto in lungo - 8,29 m[77]
- Bronzo nella Super League della Coppa Europa ( Malaga), 4×400 m - 3'04"27[78]
- Argento in Coppa del mondo ( Atene), salto in lungo - 8,12 m[79]
- Bronzo al Golden Gala ( Roma), salto in lungo - 8,41 m[8]

2007
- Argento nella First League della Coppa Europa ( Milano), salto in lungo - 7,95 m[11]
- Oro nella First League della Coppa Europa ( Milano), 4×100 m - 39"09[11]
- Oro alla World Athletics Final ( Stoccarda), salto in lungo - 8,35 m[80]
- Oro al Golden Gala ( Roma), salto in lungo - 8,12 m[14]

2008
- 8º nella Super League di Coppa Europa ( Annecy), 200 m piani - 20"88[19]
- Argento ai Bislett Games ( Oslo, salto in lungo - 8,16 m[18]
- Argento al Weltklasse Zürich ( Zurigo), salto in lungo - 8,06 m[22]

2010
- 5º al Weltklasse Zürich ( Zurigo), salto in lungo - 7,88 m[32]

2011
- Oro al Golden Gala ( Roma), 200 m piani - 20"31[36]

2013
- 9º al DécaNation ( Valence), salto in lungo - 7,43 m[44]

## Riconoscimenti
- Atleta europeo emergente dell'anno (2007)

## Attività extrasportive e vita privata
- Ha suonato la batteria nella band Craiving[81].
- Ha collaborato con il progetto di musica elettronica MixHell[82], band composta da Igor Cavalera (storico batterista della band Sepultura) e da Laima Leyton, sua moglie.
- È anche un fan dei Tool, nota band californiana di progressive metal[83].
- Attualmente suona la batteria in una nuova band post-hardcore chiamata LAGS[84].
- È tifoso della squadra di calcio della Lazio.[85][86]
- È uno dei testimonial del Kinder Bueno della campagna pubblicitaria mandata in onda in Italia.
- Il 30 ottobre del 2007 ha partecipato alla puntata del programma televisivo Ciao Darwin.
- Nel 2008 ha prestato la propria immagine a Yamamay.

- Sempre nel 2008 ha vinto il premio di Miglior sportivo nella terza edizione del programma televisivo Nickelodeon Kids' Choice Awards (Italia) su Nickelodeon.
- Il 12 febbraio del 2009 ha partecipato alla puntata del programma televisivo Scherzi a parte su Canale 5 (Mediaset).
- Nel 2009 a Torino dal 27 settembre al 1º ottobre è stato ospite del programma televisivo Total Request Live On Tour su MTV (Italia).
- Nel 2010 ha fatto parte della giuria del programma televisivo Stelle a quattro zampe su Italia 1 (Mediaset).
- Nel 2011 ha fatto parte della giuria del programma televisivo Miss Italia nel mondo su Rai 1.